# Bella Block: Stich ins Herz
Stich ins Herz ist ein deutscher Fernsehfilm von Stephan Wagner aus dem Jahr 2011. Es handelt sich um den 30. Filmbeitrag der ZDF-Kriminalfilmreihe Bella Block. Für ihren ehemaligen Kollegen Jan Martensen (Devid Striesow) ist es der 12. Fall.

## Handlung
An der Hamburger Universität hält Margit Brettschneider eine Vorlesung zu dem Thema „Gibt es ein Mörder-Gen?“. Margit Brettschneider ist eng mit Bella Block befreundet, die ihrer Vorlesung beiwohnt, aber vom Thema selbst nicht gerade überzeugt ist. Im Hörsaal ist auch Brettschneiders Nichte Caro, die wenig später in einem Fisch-Imbiss, indem die junge Frau parallel zum Studium arbeitete, ermordet aufgefunden wird. Es stellt sich heraus, dass Caro schwanger war von einem verheirateten Mann. Bella Block ermittelt in diesem persönlichen Fall, weil sie sich, selbst jetzt im Ruhestand, einfach nicht heraushalten kann. Für sie ist die Konstellation: verheirateter Mann und schwanger automatisch verdächtig. Als sie dann den Namen (Max Klöckner) erfährt, ist sie sich sicher, dass hier die Lösung des Falles zu finden ist, denn kurz vor der Tatzeit, hatte sie einen Auffahrunfall mit der Ehefrau. So aufgelöst und geistesabwesend wie sie Anja Klöckner erlebt hatte, bleibt für sie kein anderer Schluss, als dass sie ihre Nebenbuhlerin aus dem Weg geräumt hatte. Trotzdem ist die Beweislage schwierig, denn zum eigentlichen Tatzeitpunkt lag Anja Klöckner bereits im Krankenhaus. Doch Bella Block geht mit kleinen Schritten in die Offensive und kann die Täterin, die mental noch immer angeschlagen ist, zu einem Geständnis bewegen. Angeblich wollte sie das alles nicht. Sie wollte nur stark sein, stärker als die Angst ihren Mann zu verlieren.

## Hintergrund
Der Film wurde in Hamburg, unter anderem auf der Baustelle der Elbphilharmonie gedreht und am 26. November 2011 um 20:15 Uhr im ZDF erstausgestrahlt und erreichte 5,29  Millionen Zuschauer, was einen Marktanteil von 17,1 Prozent entsprach.

## Kritik
Rainer Tittelbach von tittelbach.tv urteilte: „‚Stich ins Herz‘ ist ein tragisches Krimi-Drama, in dem es nur ‚Verletzte‘ geben kann. Vielschichtiger, gut gebauter Beziehungskrimi, der dem Phänomen Tod ein Stück weit seinen ‚Wert‘ zurückgibt.“
Bei quotenmeter.de wertete Janosch Leuffen: „Der Zuschauer ermittelt mit der verbal scharf schießenden und herrlich bockigen Bella Block, parallel leidet und fühlt er mit der depressiven betrogenen Ehefrau. Das alles geschieht ohne jede Effekthascherei, allerdings auch ohne wirkliche Überraschungen, dafür mit einigen kleinen Ungereimtheiten.“ „Dennoch gelingt es der Besetzung, das Szenario ungekünstelt an den Zuseher zu bringen.“ Fazit: „Bella Blocks Jubiläumsfall kommt als ruhiger, aber spannender und gut gespielter Krimi. Hier und da weist Wagners Arbeit ein paar Schwächen auf, die den gelungenen Gesamteindruck minimal schmälern.“
Die Kritiker der Fernsehzeitschrift TV Spielfilm vergaben die beste Wertung (Daumen nach oben) und meinten: „Bewegender Jubiläumsfall um eine furchtbar gescheiterte Ehe, subtil inszeniert und superb gespielt.“